# Sorrow (The McCoys)
Sorrow è un singolo dei The McCoys, pubblicato nell'aprile 1966.

## Descrizione
Il brano musicale è stato scritto da Bob Feldman, Jerry Goldstein e Richard Gottehrer. Il brano era già uscito nel 1965 come lato B del singolo Fever della garage band americana The McCoys e come quarta traccia del loro album di debutto Hang On Sloopy, ma fu nella versione dei Merseys (noti in precedenza come The Merseybeats) che divenne un successo discografico nel Regno Unito raggiungendo la 4ª posizione in classifica.
Sorrow fu il primo singolo pubblicato nel 1966 da Tony Crane e Billy Kinsley, che dopo lo scioglimento dei Merseybeats avevano proseguito come duo con il nome The Merseys. Spinta dalla batteria del turnista Clem Cattini e da un arrangiamento per fiati, la nuova versione aveva un ritmo più veloce rispetto al lento andamento folk-rock del brano originale inciso da The McCoys, al quale secondo alcune fonti avevano contribuito anche Jack Bruce e John Paul Jones al basso e Jimmy Page alla chitarra.
Il verso «With your long blonde hair and your eyes of blue» sarà ripreso nel 1969 dai Beatles nel brano It's All Too Much presente nell'album Yellow Submarine.
Sorrow è stato oggetto di alcune cover, tra cui quella di David Bowie pubblicata come singolo e come ottava traccia dell'album Pin Ups del 1973.

## Tracce
1. Sorrow (Feldman, Goldstein, Gottehrer) - 2:12
2. Some Other Day (Crane, Kinsley) - 2:16

## Formazione
- Tony Crane - voce, chitarra
- Billy Kinsley - voce, basso

## Cover

### Cover di David Bowie
Nell'estate del 1973 David Bowie registrò una cover di Sorrow allo Château d'Hérouville in Francia, durante le sessioni di Pin Ups. Il brano venne inserito come ottava traccia e il 28 settembre fu pubblicato come unico 45 giri estratto dall'album in Europa, Stati Uniti, Sud Africa, India, Giappone, Australia e Nuova Zelanda.
Il singolo raggiunse la 3ª posizione in classifica nel Regno Unito e in Australia rimase per 24 settimane nella Top 100 Singles Chart, incluse 2 in vetta alla top ten. Il 1 novembre 1973 è stato certificato disco d'argento nel Regno Unito dalla BPI.

#### Tracce
1. Sorrow (Feldman/Goldstein/Gottehrer) - 2:53
2. Amsterdam (Jacques Brel/Mort Shuman) - 2:39

#### Formazione
- David Bowie - voce, chitarra
- Mick Ronson - chitarra
- Trevor Bolder - basso
- Aynsley Dunbar - batteria
- Mike Garson - pianoforte
- Ken Fordham - sassofono

#### Dal vivo
Sorrow venne eseguita dal vivo per la prima volta nell'ottobre 1973 in occasione del 1980 Floor Show, con Bowie in completo bianco che cantava rivolto ad Amanda Lear su una gigantesca scacchiera. Venne poi inclusa nella scaletta del Diamond Dogs Tour 1974 e riproposta solo nel Serious Moonlight Tour 1983.

#### Pubblicazioni successive
Il 45 giri è stato pubblicato di nuovo nel 1982 all'interno della serie Fashions, in versione picture disc, e nel 1983 nella serie Lifetimes. Nel 2013, in occasione del 40º anniversario è uscito un nuovo picture disc con una versione live registrata il 12 settembre 1983 a Vancouver come lato B.
Sorrow si trova nelle seguenti raccolte:
- The Best of Bowie (1980)
- Sound + Vision (1989)
- The Singles Collection (1993)
- The Best of David Bowie 1969/1974 (1997)
- Best of Bowie (2002)
- The Platinum Collection (2006)
- Nothing Has Changed (2014)

### Altre cover
- The Ad Libs e Antonius in Beat Party in Stereo, Vol. 2 del 1966
- i Dumb Blondes come singolo nel 1980
- gli Status Quo in Don't Stop del 1996
- i Tribal Underground in Ashes to Ashes - A Tribute To David Bowie del 1999
- i Powderfinger in Andrew Denton's Musical Challenge 2 del 2001
- Gerald Collier in How Can There Be Another Day? - Demos & B-Sides del 2007
- Mary Magdalene in Oddities - A Tribute to David Bowie del 2010 (digital release)
- Eddy McManus in Tribute to David Bowie del 2011 (digital release)
- gli Accelorater in Tribute to David Bowie del 2011